# Ordre Maçonnique Mixte International Le Droit Humain
De Ordre Maçonnique Mixte International Le Droit Humain oftewel de Internationale Orde der Gemengde Vrijmetselarij Le Droit Humain is een internationale gemengde vrijdenkende maçonnieke obediëntie, die wereldwijd actief is en aanwezig is in vele landen. Zij werkt zowel met de drie symbolische basisgraden van leerling, gezel en meester als met de hogere graden in de Aloude en Aangenomen Schotse Ritus.
De Internationale Orde der Gemengde Vrijmetselarij Le Droit Humain behoort tot de zogenaamde adogmatische of liberale strekking binnen de vrijmetselarij. Dat betekent dat zij niet werken vanuit een verplicht geloof in een opperwezen en de bijbel niet steeds in hun werkplaatsen aanwezig is. Ze wijzen elk dogma of verplicht geloof in een geopenbaarde god af. De gewetensvrijheid van de leden gaat voor hen boven alles. Om die redenen noemen de Angelsaksische loges deze loges - die in België, Frankrijk, Spanje, Italië en Latijns-Amerika het overwicht binnen de vrijmetselarij vormen - irregulier.
De waarden die hierbij centraal staan zijn de revolutionaire beginselen vrijheid, verdraagzaamheid, gelijkheid en broederlijkheid. De zogenaamde adogmatische vrijmetselaren aanvaarden geen verplicht geloof in een geopenbaarde god. Het staat de leden vrij te geloven of niet, en iedere loge heeft de keuze met of zonder bijbel te werken en haar werkzaamheden te openen en te sluiten "ter ere van de Opperbouwmeester des Heelals" en/of "ter vervolmaking der Mensheid" (in het Frans à la Gloire du Grand Architecte de l'Univers et/ou au Progrès de l'Humanité).
Loges formuleren geen standpunten, hebben geen ideologie en leggen geen visie op. Niemand kan dus spreken voor een loge, een obediëntie of voor de vrijmetselarij in het algemeen. Ieder spreekt voor zichzelf. Wie zich onverdraagzaam opstelt, de mensenrechten niet aanvaardt, de principes van vrijheid, gelijkheid en broederlijkheid niet kan aankleven kan geen vrijmetselaar zijn. Deze loges staan een absolute scheiding van Kerk en Staat voor.
In tegenstelling tot vrijwel alle andere obedienties is de Internationale Orde Le Droit Humain internationaal gestructureerd op federale wijze, met een sterk centraal gezag dat gevestigd is in Parijs. De orde kent wereldwijd federaties, jurisdicties en pioniersloges.

## Geschiedenis

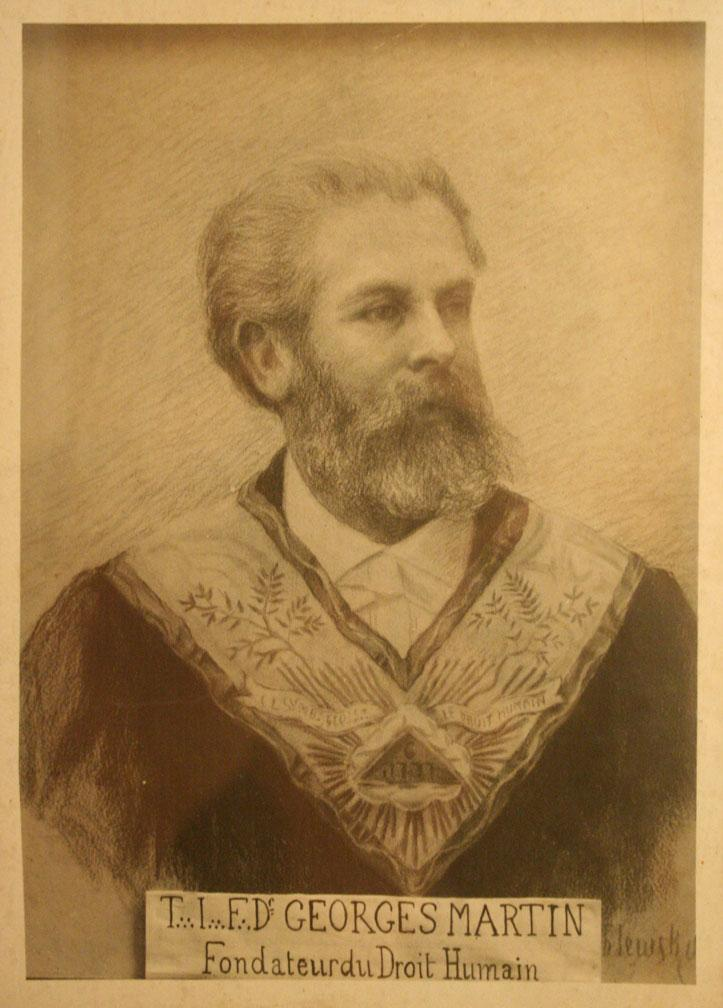
Georges Martin

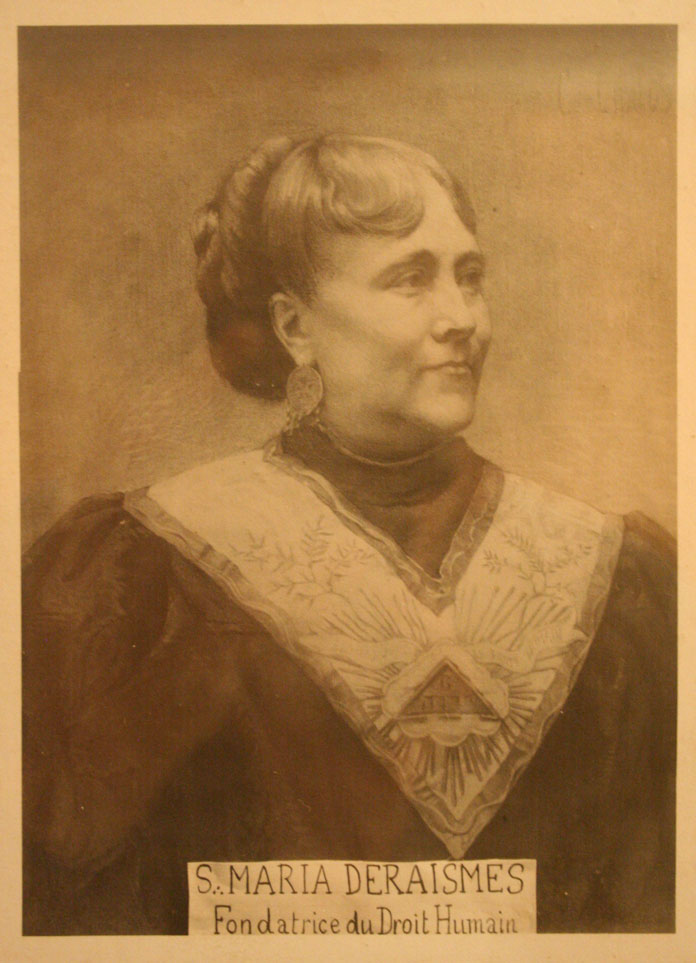
Maria Deraismes

De Internationale Orde der Gemengde Vrijmetselarij Le Droit Humain werd opgericht in Frankrijk in 1893 door de arts en politicus Georges Martin (1844- 1916) en de feministe en schrijfster Maria Deraismes (1828 - 1894). Maria Deraismes werd geïnitieerd in de gemengde loge Les Libres Penseurs Pecq onder de Grande Loge Symbolique Écossaise in 1883. De loge verliet hierop de obediëntie nadat ze haar exclusief mannelijk karakter had opgegeven. Deze obediëntie was in 1880 ontstaan als kortdurige afscheiding van de Suprême Counseil du Rite Ecossais Ancien et Accepté de France (1815) en stond mee aan de wieg van de oprichting van de Grande Loge de France (1894). Een kleine restfractie van loges bleef kortstondig verder opereren onder de oude benaming.
Georges Martin werd geïnitieerd in de loge Union et Bienfaisance van de Grande Loge Symbolique Écossaise in 1879 en was aldus bekend met de hogere gradenvrijmetselarij van de Aloude en Aangenomen Schotse Ritus.
Deraismes en Martin richtten op 14 maart 1893 samen de eerste gemengde loge Le Droit Humain op, die werkte in de basisgraden. Deze loge ontwikkelde zich tot een gelijknamige obediëntie als grootloge in de basisgraden. In 1901 werd deze omgevorm tot een internationale orde, die ook met het hogere gradenstelsel van de Aloude en Aangenomen Schotse Ritus werkte. 
Een belangrijke rol was verder weggelegd voor de feministe en schrijfster Annie Besant (1847 - 1933). Zij was in 1902 ingewijd in de orde en was een vooraanstaand theosofe. Door haar invloed is er een theosofische invloed in de Angelsaksische loges te merken tot op heden.
De orde kent van oudsher een sterk centraal gezag, omwille hiervan waren er in de loop der jaren verschillende afscheidingen. De hoofdredenen waren de zeer centralistisch georganiseerde structuur en de grote geldstroom naar het centrum toe. Op 15 januari 1914 splitsten zes Franse loges zich af en vormden de Grande Loge Mixte Symbolique. Deze afsplitsing was echter door oorlogsomstandigheden een kort leven beschoren. Deze afscheuring had tot gevolg dat de centralistische logekoepel zijn structuur aanpaste, en een aantal nationale federaties werden opgericht. Het centraal gezag bleef echter zeer sterk.
In februari 1973 splitsten de drie loges Lucie Delong, Marie Bonnevial en Le Devoir zich af en vormden een nieuwe obediëntie, de Grande Loge Mixte Universelle.  Deze obediëntie groeide gestaag verder en kende in 1982 een eigen afsplitsing, de Grande Loge Mixte de France.
Ook in andere landen vonden afsplitsingen plaats om gelijkaardige redenen. In België was dit Lithos Confederatie van Loges in 2006, in Nederland de Nederlandse Grootloge der Gemengde Vrijmetselarij  in 1960 en in Duitsland en Oostenrijk de gemengde obediënties Humanitas – Freimaurergroßloge für Frauen und Männer in Deutschland en Österreichischer Universaler Freimaurerorden - Humanitas. Deze laatste drie afsplitsingen hebben op hun beurt zusterorganisaties in andere landen helpen oprichten, wat uiteindelijk leidde tot de oprichting van het internationale samenwerkingsverband International Masonic Union Catena (Catena), de confederale tegenhanger van het federale Le Droit Humain. 
Andere afscheuringen waren in de Verenigde Staten de American Federation of Human Rights (1994) en voor de Angelsaksische cultuurgebieden in Groot-Brittannië, Azië en Australië The Eastern Order of International Co-Freemasonry (2001). Voor de Griekse Balkan was dit de Internationale Gemengde Vrijmetselaars Orde Delphi (1986). 

### Invoering in Nederland en België
In 1905 werd de eerste loge van Le Droit Humain in Nederland opgericht, Loge Cazotte in Amsterdam. Het aantal loges nam geleidelijk toe en in 1919 ontstond de Nederlandse federatie van Le Droit Humain. In 1911 werd de eerste loge van Le Droit Humain in België -  L'Egalité in Brussel - opgericht en in 1928 de Belgische federatie.

## Structuur

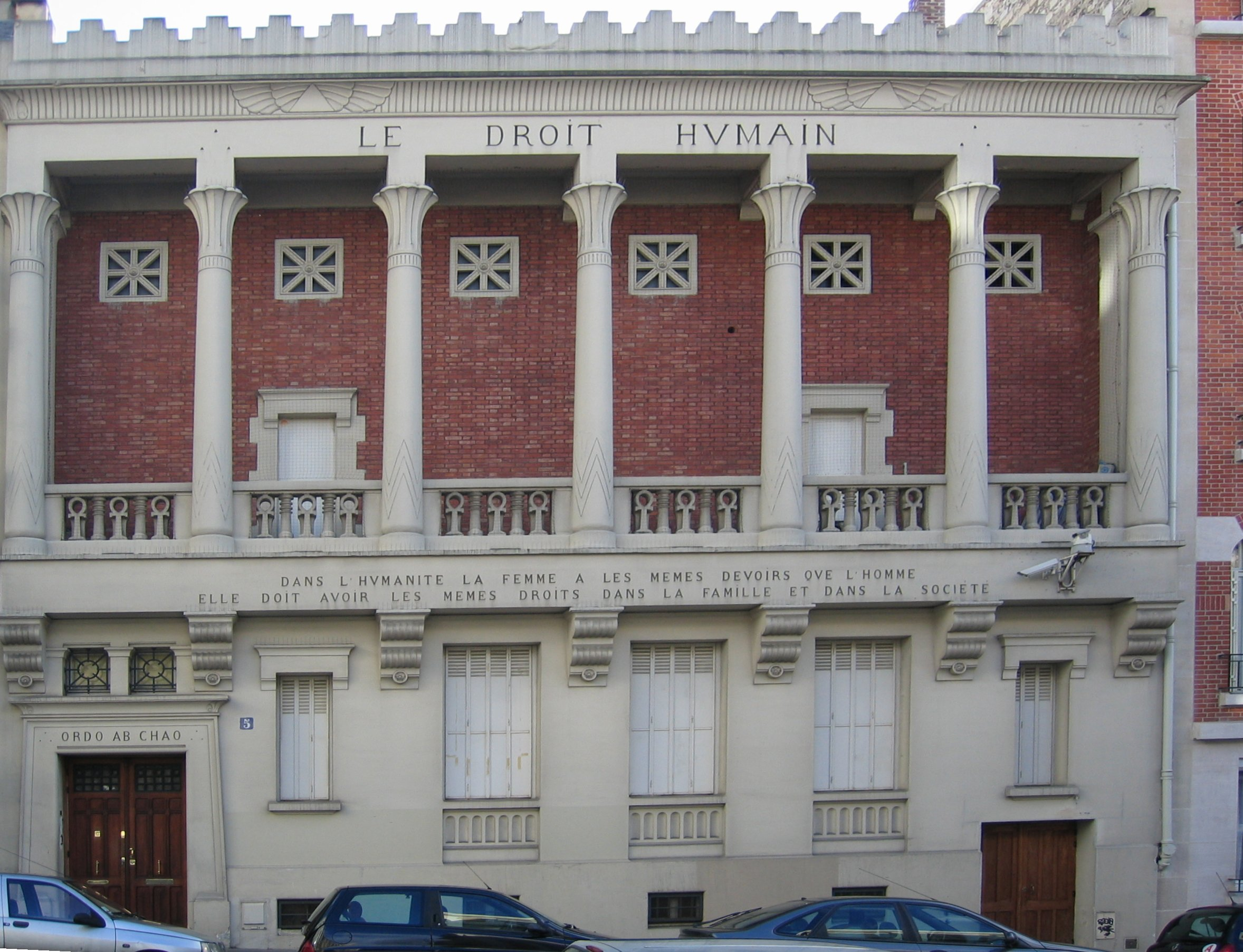
Zetel Le Droit Humain, Parijs

Anno 2025 telt de Internationale Orde Le Droit Humain 30.000 leden in meer dan 1200 loges in 60 landen op alle vijf de continenten. In België telt de orde ruim 100 actieve loges die 7.800 leden tellen. In Nederland zijn er een kleine twintig actieve loges die 350 leden tellen.

### Bestuurlijk
Het belangrijkste federaal orgaan van de orde is de Gemengde Universele Opperraad (Suprême Conseil Universel Mixte). Het is de vergadering van ten minste negen en ten hoogste drieëndertig leden die allen de hoogste, drieëndertigste graad van inwijding van de Aloude en Aangenomen Schotse Ritus bezitten. Minstens negen leden moeten tot de Franse federatie behoren en in Frankrijk verblijven. Het orgaan heeft een wetgevende, uitvoerende en rechtsprekende functie en wordt voorgezeten door een Grootmeester, de Zeer Machtige Grootcommandant van de Orde.
Elke vijf jaar vergadert het orgaan in zijn wetgevende capaciteit van Internationaal Convent dat als hoofdparlement het federale soevereine orgaan van de orde is. Het Internationaal Convent wordt bijeengeroepen om het beleid voor de toekomstige periode te bepalen en om het hoofdbestuur te kiezen.
De opperraad kiest uit zijn midden een Dagelijks Bestuur bestaande uit de grootmeester, een ondervoorzitter, een secretaris, een penningmeester en een zestal leden met specifieke portefeuilles die de uitvoerende macht uitoefenen. De opperraad vergadert driemaal per jaar op het hoofdkwartier te Parijs en eenmaal per jaar als gast bij een van de afdelingen in de aangesloten landen. Zij bespreekt dan de huidige gang van zaken met het dagelijks bestuur.
De opperraad duidt voor elke lokale afdeling een Grootinspecteur-Generaal die optreedt als afgevaardigde van de raad richting de plaatselijke afdelingen. Verslagen van vergaderingen van de opperraad worden toegestuurd aan alle leden van de orde via hun vertegenwoordiger. Alle afdelingen brengen jaarlijks een verslag uit aan de opperraad via hun vertegenwoordiger of afgevaardigde. Al deze verslagen worden samengevat in een nieuwsbrief die regelmatig verschijnt. De opperraad kan ook optreden in haar rechtsprekende functie. Hiernaast heeft elke lokale afdeling een eigen structuur met wetgevende, bestuurlijke en rechtsprekende organen.

### Organisatie
De obediëntie kent een mondiale werking op federatieve basis. Om administratieve redenen zijn er territoriale deelgebieden geschapen. Hier binnen kent men federaties, jurisdicties en pioniersloges.
- Een federatie is autonoom in het inrichten van eigen werkwijze en structuur en staat onder toezicht van een vertegenwoordiger van de Opperraad, die tevens lid is van die federatie. Een federatie bestaat uit ten minste 5 loges en heeft minimaal 100 leden. Volwaardige federaties zijn te vinden in: Australië, België, Brazilië, Finland, Frankrijk, IJsland, Nederland, Oostenrijk, Polen, Italië, Scandinavië, Spanje, Verenigd Koninkrijk, Verenigde Staten, West-Afrika, Zuid-Afrika en Zwitserland. Noorwegen, Denemarken en Zweden zijn verenigd in de Scandinavische federatie. Estland en Finland zijn ingedeeld in de Finse federatie.
- Een jurisdictie heeft minder dan 5 werkplaatsen en staat onder toezicht van een afgevaardigde van de Opperraad. De afgevaardigde behoeft geen lid te zijn van de jurisdictie maar is in staat de jurisdictie regelmatig te bezoeken en de leden met raad en daad bij te staan . Jurisdicties waar de orde in volle ontwikkeling is zijn te vinden in: Chili, Portugal, Duitsland, Bulgarije, Kameroen, Colombia, Canada, Mali, Argentinië, Israël, Mauritius en Madagaskar.
- pioniersloges zijn zelfstandige werkplaatsen in landen waar er tot hun oprichting nog geen vestiging van Le Droit Humain is. Zij worden ondersteund door leden van omringende federaties of jurisdicties en vaak ook door leden van andere vrijmetselaarsorden in hun eigen land. Pioniersloges staan onder toezicht van een lid van de opperraad. Pioniersloges zijn te vinden in: Luxemburg, Oost-Europa, Mali, Tsjaad, Mexico, Zuid-Amerika.

Ook qua relaties met andere obediënties handelt iedere federatie autonoom. De Franse en Belgische federaties van de orde waren aangesloten bij de  internationale koepelorganisatie van vrijzinnige obediënties C.L.I.P.S.A.S. tot 1996, nadien werden ze lid van S.I.M.P.A.

### Ritueel
In tegenstelling tot de meeste andere obediënties is Le Droit Humain zowel actief in de drie symbolische of  basisgraden van de vrijmetselarij, de zogenaamde blauwe vrijmetselarij, als in de hogere graden van de vrijmetselarij. In de overgrote meerderheid van de gevallen wordt hiervoor de Aloude en Aangenomen Schotse Ritus gebruikt. In enkele gevallen - ook in Nederland -  worden ook elementen van de York Ritus gebruikt, 
Vooral in Angelsaksische cultuurgebieden.waar deze obediëntie exclusief met de 33 graden van de Aloude en Aangenomen Schotse Ritus werkt heeft zij haar initiatieke werkplaatsen binnen elk deelgebied als volgt gestructureerd:
- symbolische loge: 1e tot 3e graad (blauwe vrijmetselarij)
- vervolmakingsloge (of perfectieloge): 4e tot 14e graad
- soeverein kapittel: 4e tot 18e graad (rode vrijmetselarij)[3]
- areopagus: 19e tot 30e graad (zwarte vrijmetselarij)
- consistorie: 31e tot 33e graad (witte vrijmetselarij)

## Grootmeesters
- 1893 - 1894 : Maria Deraismes (1828-1894) (Frankrijk)
- 1894 - 1914 : Georges Martin (1848-1914) (Frankrijk)
- 1914 - 1918 : Marie Bonnevial (1841-1918) (Frankrijk)
- 1919 - 1928 : Eugène Piron (1863-1929) (Frankrijk)
- 1929 - 1934 : Lucien Levi (1882-1935) (Frankrijk)
- 1934 - 1947 : Henri Petit (1868-1955) (Frankrijk)
- 1947 - 1954 : Marguerite Martin (1877-1956) (Frankrijk)
- 1954 - 1969 : Charles Cambillard (1892-1982) (Frankrijk)
- 1969 - 1983 : André Clément (Frankrijk)
- 1983 - 1987 : Jacques Choisez (België)
- 1987 - 1997 : Marc Grosjean (Frankrijk)
- 1997 - 2007 : Njardvik Njördur (IJsland)
- 2007 - 2012 : Danièle Juette (Frankrijk)
- 2012 - 2017 : Yvette Ramon (Frankrijk)
- 2017 - 2022 : Daniel Bolens (Zwitserland)
- 2022 -          : René Motro (Frankrijk)

## Beginselverklaring
De Internationale Orde Le Droit Humain heeft in 2002 haar beginselverklaring als volgt geherfomuleerd:

Article 1
L'Ordre Maçonnique Mixte International "LE DROIT HUMAIN" affirme l'égalité de l'Homme et de la Femme. En proclamant "LE DROIT HUMAIN", l'Ordre veut qu'ils parviennent sur toute la terre à bénéficier, d'une façon égale, de la justice sociale, dans une humanité organisée en Sociétés libres et fraternelles.
Article 2
Composé de Francs-Maçons, hommes et femmes fraternellement unis, sans distinction d'ordre racial, ethnique, philosophique ou religieux, l'Ordre s'impose, pour atteindre ce but, une méthode rituelle et symbolique, grâce à laquelle ses membres édifient leur Temple à la Perfection et à la Gloire de l'Humanité.
Article 3
Respectueux de la laïcité, de toutes les croyances relatives à l'éternité ou à la non-éternité de la vie spirituelle, ses membres cherchent, avant tout, à réaliser sur la terre et pour tous les humains le maximum de développement moral, intellectuel et spirituel, condition première du bonheur qu'il est possible à chaque individu d'atteindre dans une Humanité fraternellement organisée.

## Appendix
Vrijmetselarij · Beginselen · Geschiedenis · Symbolen · Vrijmetselaarsloge · Ordegrondwet · Obediëntie · Regulariteit en irregulariteit · Ritus · Graden · Grootmeester · Gemengde vrijmetselarij · Para-vrijmetselarij · Antivrijmetselarij · Vrijmetselarij in Nederland · Vrijmetselarij in België